# Okręg wyborczy Birmingham Yardley
Okręg wyborczy Birmingham Yardley powstał w 1918 r. i wysyła do brytyjskiej Izby Gmin jednego deputowanego. Obejmuje on dystrykt Yardley w południowo-wschodniej części miasta Birmingham, w hrabstwie metropolitalnym West Midlands.

## Deputowani do brytyjskiej Izby Gmin z okręgu Birmingham Yardley
- 1918–1929: Alfred Jephcott, Partia Konserwatywna
- 1929–1931: Archibald Gossling, Partia Pracy
- 1931–1945: Edward William Salt, Partia Konserwatywna
- 1945–1950: Wesley Perrins, Partia Pracy
- 1950–1959: Henry Usborne, Partia Pracy
- 1959–1964: Leonard Cleaver, Partia Konserwatywna
- 1964–1970: Ioan Evans, Labour Co-operative
- 1970–1974: Derek Coombs, Partia Konserwatywna
- 1974–1979: Syd Tierney, Partia Pracy
- 1979–1992: David Bevan, Partia Konserwatywna
- 1992–2005: Estelle Morris, Partia Pracy
- 2005–2015: John Hemming, Liberalni Demokraci
- 2015– : Jess Phillips, Partia Pracy

## Źródła
- Birmingham Yardley (1974–1983)
- Birmingham Yardley (1983–1997)
- Birmingham Yardley (1997–2010)
- Birmingham Yardley (2010–2024)
- Birmingham Yardley (od 2024)